# Gudrun Laub
Gudrun Laub (født 28. november 1941 i Dronningborg) er en dansk jurist, samt politiker for partiet Venstre.
Laub blev i 1960 matematisk student fra Randers Statsskole og 6 år senere cand.jur. fra Aarhus Universitet. Efter sin embedseksamen påbegyndte hun en karriere inden for anklagemyndigheden. Først som politifuldmægtig i Horsens frem til 1973. Herefter statsadvokatfuldmægtig i Viborg for en 2-årig periode, politiassessor i Skive 1975-80, samt vicepolitimester i Hjørring 1980-86 og i Aalborg 1986-98.
Hun har i flere perioder været medlem af Folketinget. Først som suppleant for for Nordjyllands Amtskreds, hvor hun kom ind i perioden 14.-20. december 1995. Siden blev hun valgt ind i samme kreds ved valget 20. november 2001 og sad der i perioden ud indtil, der igen blev udskrevet valg til afholdelse 8. februar 2005. Og igen som suppleant fra 14. november 2006 – 1. juni 2007.
Sideløbende med sit arbejde som jurist og medlemskabet af Folketinget, har hun deltaget i forskellige former for forenings- og bestyrelsesarbejde. Hun har bl.a. været medlem af bestyrelserne i politifuldmægtigforeningen, Viborg Amts juridiske forening, HVH fonden (helhedsbehandling af voksne hørehæmmede) og Bellini Bøger. Medlem af kommunalbestyrelsen for Hjørring Kommune 1994-2006. Medlem af Sct. Catharinæ menighedsråd 2000-04. Formand for EK Aalborg, Foreningen af Erhvervskvinder. Nuværende tillidshverv: Medlem af menighedsrådet for Vindblæs Sogn og Falslev Sogn fra 2008. Formand for menighedsrådet fra 2012.

## Bogudgivelse
Efter sin afskedigelse som vicepolitimester ved Aalborg Politi i 1998 skrev Gudrun Laub et partsindlæg i bogform om sine oplevelser i perioden før og efter afskedigelsen. Bogen blev i 1999 udgivet af forlaget Gyldendal under navnet På kant med systemet (ISBN 87-00-38408-9).

## Privat
Laub er datter af skoleinspektør Alfred Larsen og organist Katrine Larsen. Hun blev 5. august 1963 gift med forfatteren Ole Henrik Laub.